# Peter Larsen (politiker)
 Der er flere personer med dette navn, se Peter Larsen.
Peter Larsen (29. juni 1924 i Østrup – 7. juli 1970 i Odense) var en dansk politiker, minister og gårdejer.
Efter flere højskoleophold blev han aktiv i Venstre og blev valgt til medlem af Folketinget i Otterup-kredsen fra 1953.
I Regeringen Hilmar Baunsgaard var han landbrugsminister indtil sin død i 1970.